# Francine Patterson
Francine Patterson o Francine «Penny» Patterson (nacida el 13 de febrero de 1947 en Chicago, Illinois, Estados Unidos) es una reputada estudiosa en psicología animal. A partir de 1972, enseñó una forma modificada del lengua de signos estadounidense, que denominó «lengua de signos del gorila» (GSL por sus siglas en inglés), a una gorila llamada Koko. La validez científica de las afirmaciones de Patterson sobre el grado de dominio de la lengua de Koko ha sido ampliamente rechazada en círculos lingüísticos y de otros especialistas.

## Primeros años y educación
Patterson es la segunda de siete hermanos e hija de C. H. Patterson, profesor de psicología, y Frances Spano Patterson. Nació en Chicago y se trasladó con su familia a Edina, Minnesota, cuando era pequeña, y después a Urbana, Illinois. Su madre murió de cáncer cuando Patterson cursaba el primer año de universidad y el menor de sus hermanos tenía sólo cinco años. Esto despertó su interés por la psicología del desarrollo, un tema que impregnó gran parte de su obra posterior.
Patterson se licenció en psicología en la Universidad de Illinois en Urbana-Champaign en 1970. Se doctoró en 1979 por la Universidad de Stanford con su tesis «Linguistic Capabilities of a Lowland Gorilla» (Capacidades lingüísticas de un gorila de llanura), sobre la enseñanza de la lengua de signos a Koko y Michael, otro gorila occidental de llanura, que murió en 2000.

## Carrera
Patterson es presidenta y directora de investigación de la The Gorilla Foundation (Fundación Gorila). La fundación se fundó con su colega de investigación Ronald Cohn y Barbara F. Hiller[6] en 1978 con la ayuda económica de un premio Rolex. La Fundación Gorila había intentado trasladarse de su sede actual en Woodside, California, a Maui, Hawai. Patterson es profesora adjunta de psicología en la Universidad de Santa Clara y miembro de la Junta de Consultores del Center for Cross Cultural Communication de Washington D. C. Es redactora jefe de la revista Gorilla.
Patterson y su trabajo con Koko son el tema del documental Koko: Un gorila que habla. También es autora de obras de no ficción, como The Education of Koko, Koko's Kitten, Koko-Love, Conversaciones con un gorila que habla y La historia de Koko. Todos estos libros tratan de sus experiencias personales con Koko.
La obra de Patterson ha suscitado polémica. Múltiples acusaciones, hechas por antiguos empleados, afirmaban que ella enseñaba habitualmente sus pezones a Koko y exigía que otros empleados, tanto mujeres como hombres, presentaran sus pezones a la gorila. Estas exigencias nunca se produjeron con donantes importantes. La demanda por acoso sexual se resolvió extrajudicialmente

## Filmografía
- 1978 : Koko: A Talking Gorilla (Koko, el gorila que habla), película documental (85 min) de Barbet Schroeder.
- 1986 : Gorila, película documental (57 min) de Barbara Jampel.
- 1999 : Conversations avec Koko le Gorille, película documental (49 min). Título original A conversation with Koko.
- 2016 : Koko, The Gorilla Who Talks to People (Koko, el gorila que habla con la gente) (59 min) de la BBC.